# Takashi Shimura
Takashi Shimura (12 de marzo de 1905-11 de febrero de 1982) fue un actor japonés quien apareció en más de 200 películas entre 1934 y 1981. Es particularmente notable por su aparición en 21 de las 30 películas de Akira Kurosawa (más que cualquier otro actor), incluyendolo como actor principal en El ángel ebrio (1948), Rashomon (1950), Ikiru (Vivir) (1952) y Los Siete Samurais (1954).

## Biografía
Nació en Ikuno, Prefectura de Hyogo, Japón. Su nombre de nacimiento fue Shimazaki Shōji (島崎捷爾). Sus antepasados eran miembros de la clase samurái: en 1868 su abuelo tomó parte en la Batalla de Toba-Fushimi durante la guerra Boshin.
Shimura entró en la Escuela Primaria Ikuno en 1911 y en la Primera Escuela Secundaria Kobe en 1917. Perdió dos años de escuela debido a una leve tuberculosis, y subsecuentemente se mudó a la Escuela Secundaria de la Perfectura en Nobeoka, Prefectura de Miyazaki, donde sus padres habían sido transferidos por sus empleadores, Mitsubishi Mining. En la Escuela Secundaria de Nobeoka, fue excelente en inglés y llegó a ser activo en la revista de la sociedad literaria, a la cual contribuyó con poesía. También llegó a ser estrella en el club de remo.
En 1923, entró en la Universidad de Kansai, pero después del retiro de su padre, la familia no pudo pagar más los costos de un curso a tiempo completo y él cambio al curso parcial por la tarde en literatura inglesa, apoyándose él mismo al trabajar en el abastecimiento municipalidad de Osaka. Entre los profesores en el Departamento de Literatura Inglesa estaba el dramaturgo Toyo-oka Sa-ichirō (豊岡佐一郎) y el erudito de Shakespeare Tsubouchi Shikō (坪内士行). Ellos dos inspiraron en Shimura, un entusiasmo por el drama. Se unió a la Sociedad de Estudios Teatrales de la Universidad y en 1928 formó un grupo teatral amateur, el Shichigatsu (七月座) con Toyo-oka como director. Empezó a perder trabajos, por el tiempo que empleaba en actividades teatrales y eventualmente perdió su empleo. Entonces dejó la universidad para probar ganarse la vida en el teatro. El Shichigatsu-za se volvió profesional y empezó a hacer recorridos, pero tubo dificultades económicas y se retiró.

## Carrera
Después del fracaso en el Shichigatsu-za, Shimura regresó a Osaka, donde comenzó a tener papeles en la radio. En 1930 se unió a la Compañía teatral Kindaiza (近代座) y llegó a ser totalmente actor profesional. Recorrió China y Japón con la Kindaiza, pero en 1932 dejó la compañía y retorno nuevamente a Osaka, donde apareció con las comparsas de Shinseigeki (新声劇) y Shinsenza (新選座). Tomando cuadros donde justo cuando llegaban y Shimura se dio cuenta de que ellos podían proveer de oportunidades para actores entrenados en escenarios. En 1932 se unió a los Estudios de Kyoto de la compañía de producción de película Shinkō Kinema. Hizo su debut en 1934 en la película muda Ren'ai-gai itchōme (恋愛街一丁目: Number One, Love Street). La primera película en la cual el tuvo una parte hablante fue en 1935, Chūji uridasu (忠次売出す), dirigida por Mansaku Itami. Su primer papel de película substancial fue como detective en la película de Kenji Mizoguchi de 1936, Elegía de Osaka (Naniwa erejii; 浪華悲歌).
Junto a Toshirō Mifune, Shimura es el actor que está más asociado con Akira Kurosawa. Shimura apareció en 21 de 30 películas de Kurosawa. Sus papeles incluyen el doctor en El ángel ebrio en 1948, el detective veterano en El perro rabioso en 1949, el abogado en Escándalo en 1950, el leñador en Rashōmon en 1950, el burócrata enfermo en Vivir en 1952 y el líder samurái en Los siete samuráis.
De hecho, la colaboración de Kurosawa con Shimura, desde 1943 hasta 1980, comenzó antes y duró más que su trabajo con Mifune (1948-65). Shimura apareció en el debut del director en la película La leyenda del gran judo en 1943, y la última película de Kurosawa en que actuó fue Kagemusha en 1980 cuando Kurosawa específicamente escribió un papel para Shimura. El lanzamiento de DVD de la película por The Criterion Collection restauró las tomas de Shimura.
Al margen de su trabajo con Kurosawa, Shimura es probablemente más conocido por sus papeles en varias películas japonesas de monstruos, incluyendo en las dos primeras películas de Godzilla.

## Muerte
Shimura murió el 11 de febrero de 1982 en Tokio, Japón, de enfisema a los 76 años. Sus efectos fueron presentados al Centro de películas del Museo Nacional de Arte Moderno, Tokio.

## Filmografía

### Cine
| Año  | Título                                                                               | Personaje                                                 | Notas                    |
| ---- | ------------------------------------------------------------------------------------ | --------------------------------------------------------- | ------------------------ |
| 1934 | Number One, Love Street                                                              | Padre de Osachi                                           |                          |
| 1935 | Umon torimonochō: Harebare gojûsantsugi - Ranma hen                                  | Santa                                                     |                          |
| 1935 | Umon torimonochō: Harebare gojûsantsugi                                              |                                                           |                          |
| 1935 | Chûji uridasu                                                                        |                                                           |                          |
| 1936 | Umon torimonochō: Harebare gojûsantsugi - Saiketsu hen                               |                                                           |                          |
| 1936 | Elegía de Osaka                                                                      | Inspector                                                 |                          |
| 1936 | Shura hakkō: Dai-san-pen                                                             |                                                           |                          |
| 1936 | Chûretsu nikudan sanyûshi                                                            |                                                           |                          |
| 1936 | Akanishi Kakita                                                                      | Taranoshin Tsunomata                                      |                          |
| 1937 | Seishun gonin otoko: Zempen                                                          |                                                           |                          |
| 1937 | Seishun gonin otoko: Kōhen                                                           |                                                           |                          |
| 1937 | Taki no shiraito                                                                     |                                                           |                          |
| 1937 | Mitokomon kaikokuki                                                                  |                                                           |                          |
| 1937 | Jiraiya                                                                              | Gundayū Yao                                               |                          |
| 1937 | Chikemuri Takadanobaba                                                               | Takusan                                                   |                          |
| 1938 | The Skull Coin                                                                       |                                                           |                          |
| 1938 | Kurama Tengu                                                                         | Kichinosuke Saigō                                         |                          |
| 1938 | Shamisen yakuza                                                                      | Heisuke                                                   |                          |
| 1938 | Yami no kagebōshi                                                                    |                                                           |                          |
| 1938 | Jigoku no mushi                                                                      |                                                           |                          |
| 1938 | Akagaki Genzō                                                                        | Jōzaemon Sakaya                                           |                          |
| 1938 | Yajikita dōchūki                                                                     |                                                           |                          |
| 1938 | Shusse taikoki                                                                       |                                                           |                          |
| 1938 | Mazō                                                                                 |                                                           |                          |
| 1939 | Zoku mazō - Ibara Ukon                                                               |                                                           |                          |
| 1939 | Edo no akutarō                                                                       |                                                           |                          |
| 1939 | Oshidori utagassen (Singing Lovebirds)                                               | Kyōsai Shimura                                            |                          |
| 1939 | Tsubanari ronin                                                                      | Sherikov                                                  |                          |
| 1939 | Shunjū ittōryū                                                                       | Jūbei Tamon                                               |                          |
| 1940 | Miyamoto Musashi: Dai-san-bu - Kenshin ichiro                                        |                                                           |                          |
| 1940 | Zoku Shimizu minato                                                                  |                                                           |                          |
| 1940 | Phantom Castle                                                                       |                                                           |                          |
| 1940 | Oda Nobunaga                                                                         |                                                           |                          |
| 1941 | Umi wo wataru sairei                                                                 |                                                           |                          |
| 1941 | Sugata naki fukushū                                                                  |                                                           |                          |
| 1941 | Edo saigo no hi                                                                      |                                                           |                          |
| 1942 | Miyamoto Musashi: Ichijoji ketto                                                     |                                                           |                          |
| 1942 | Hahakogusa                                                                           |                                                           |                          |
| 1943 | Sanshiro Sugata (La leyenda del gran judo [Esp])                                     | Hansuke Murai                                             |                          |
| 1943 | Himetaru kakugo                                                                      | Ryōkichi Ishikawa                                         |                          |
| 1943 | Kaigun                                                                               |                                                           |                          |
| 1943 | Haha no kinembi                                                                      |                                                           |                          |
| 1944 | Kato hayabusa sento-tai                                                              |                                                           |                          |
| 1944 | Ichiban utsukushiku (La más bella [Esp])                                             | Jefe Goro Ishida                                          |                          |
| 1944 | Shibaidō                                                                             |                                                           |                          |
| 1944 | San-jaku sagohei                                                                     | Yasukichi Ito                                             |                          |
| 1944 | Nichijō no tatakai                                                                   |                                                           |                          |
| 1945 | Tokkan ekichō                                                                        |                                                           |                          |
| 1945 | Ai to chikai                                                                         | Padre de Murai, principio                                 |                          |
| 1945 | Kita no san-nin                                                                      | Masaki                                                    |                          |
| 1945 | Koi no fuunjii                                                                       | Teniente Okamoto                                          |                          |
| 1945 | Tora no o wo fumu otokotachi (Los hombres que caminan sobre la cola del tigre [Esp]) | Kataoka                                                   |                          |
| 1946 | Minshū no Teki                                                                       |                                                           |                          |
| 1946 | Asu o tsukuru hitobito (Los que construyen el porvenir [Esp])                        | Administrador de teatro                                   |                          |
| 1946 | Juichinin no jogakusei                                                               |                                                           |                          |
| 1946 | Waga seishun ni kuinashi (No añoro mi juventud [Esp])                                | Comisario de policía Dokui                                |                          |
| 1946 | Aru yo no Tonosama                                                                   |                                                           |                          |
| 1947 | Yottsu no koi no monogatari                                                          | Padre de Masao (Episodio 1)                               |                          |
| 1947 | Chikagai nijuyojikan                                                                 |                                                           |                          |
| 1947 | Ginrei no hate (Snow Trail [Ing])                                                    | Nojiro                                                    |                          |
| 1947 | Haru no mezame                                                                       | Kenzō Ogura                                               |                          |
| 1948 | Daini no jinsei                                                                      |                                                           |                          |
| 1948 | Yoidore Tenshi (El ángel ebrio [Esp])                                                | Dr. Sanada                                                |                          |
| 1949 | Shizukanaru Kettō (Duelo silencioso [Esp])                                           | Dr. Konosuke Fujisaki                                     |                          |
| 1949 | Jigoku no Kifujin (Dama del infierno)                                                | Jefe de policía                                           |                          |
| 1949 | Mori no Ishimatsu                                                                    |                                                           |                          |
| 1949 | Nora inu (Stray Dog [Ing])                                                           | Detective Sato                                            |                          |
| 1949 | Onna koroshi abura jigoku                                                            |                                                           |                          |
| 1950 | Ore wa yojinbo                                                                       |                                                           |                          |
| 1950 | Ma no ogon                                                                           |                                                           |                          |
| 1950 | Shunsetsu                                                                            |                                                           |                          |
| 1950 | Bōryoku no Machi                                                                     |                                                           |                          |
| 1950 | Sukyandaru (Scandal [Ing])                                                           | Abogado Hiruta                                            |                          |
| 1950 | Ikari no machi                                                                       | Padre de Kimiko                                           |                          |
| 1950 | Rashōmon                                                                             |                                                           |                          |
| 1950 | Yoru no hibotan                                                                      |                                                           |                          |
| 1950 | Tenya wanya                                                                          |                                                           |                          |
| 1950 | Ginza Sanshiro                                                                       |                                                           |                          |
| 1950 | Datsugoku                                                                            |                                                           |                          |
| 1951 | Ai to nikushimi no kanata e                                                          |                                                           |                          |
| 1951 | Elegy                                                                                |                                                           |                          |
| 1951 | Hakuchi (The Idiot [Ing])                                                            | Ono, padre de Ayako                                       |                          |
| 1951 | Kedamono no yado                                                                     |                                                           |                          |
| 1951 | Aoi shinju                                                                           |                                                           |                          |
| 1951 | Mesu inu                                                                             | Horie                                                     |                          |
| 1951 | Hopu-san: saraiiman no maki                                                          |                                                           |                          |
| 1951 | (The Life of a Horsetrader [Ing])                                                    | Rokutaro Kosaka                                           |                          |
| 1951 | Nusumareta koi                                                                       |                                                           |                          |
| 1952 | Kettō kagiya no tsuji (Vendetta for a Samurai [Ing])                                 | Jinzaemon Kawai                                           |                          |
| 1952 | The Skin of the South (Nangoku no hada)                                              |                                                           |                          |
| 1952 | Muteki                                                                               |                                                           |                          |
| 1952 | Saikaku Ichidai Onna (The Life of Oharu [Ing])                                       | Anciano                                                   |                          |
| 1952 | Sengoku burai                                                                        |                                                           |                          |
| 1952 | Bijo to touzoku                                                                      | Yosimichi                                                 |                          |
| 1952 | Ikiru (Vivir [Esp])                                                                  | Kanji Watanabe                                            |                          |
| 1952 | Oka wa hanazakari                                                                    | Kenkichi Kimura                                           |                          |
| 1952 | Minato e kita otoko                                                                  | Okabe                                                     |                          |
| 1952 | Fuun senryobune                                                                      |                                                           |                          |
| 1953 | Hoyo                                                                                 | Watanabe, alias Nebesan                                   |                          |
| 1953 | Tobō chitai                                                                          |                                                           |                          |
| 1953 | Yoru no owari                                                                        | Yoshikawa                                                 |                          |
| 1953 | Taiheiyō no washi                                                                    | Coronel A, oficial del estado mayor del ejército          |                          |
| 1954 | Shichinin no Samurai (Seven Samurai [Ing], Los siete samuráis [Esp])                 | Kambei Shimada                                            |                          |
| 1954 | Jirochō sangokushi: kaitō-ichi no abarenbō                                           |                                                           |                          |
| 1954 | Asakusa no yoru                                                                      | Komazo                                                    |                          |
| 1954 | Kimi shinitamo koto nakare                                                           |                                                           |                          |
| 1954 | Haha no hatsukoi                                                                     |                                                           |                          |
| 1954 | Shin kurama tengu daiichi wa: Tengu shutsugen                                        |                                                           |                          |
| 1954 | Gojira (Godzilla [Esp])                                                              | Dr. Kyohei Yamane                                         |                          |
| 1954 | Shin kurama tengu daini wa: Azuma-dera no ketto                                      |                                                           |                          |
| 1954 | Bezoku geisha                                                                        | Kotaro Yamabe                                             |                          |
| 1955 | Mekura neko                                                                          |                                                           |                          |
| 1955 | Gojira no Gyakushū (Godzilla Raids Again [Ing])                                      | Dr. Kyohei Yamane-hakase                                  |                          |
| 1955 | Mugibue                                                                              | Padre de Nobuo                                            |                          |
| 1955 | No Time for Tears                                                                    | Tatsurō Shimamura                                         |                          |
| 1955 | Sanjusan go sha otonashi                                                             |                                                           |                          |
| 1955 | Shin kurama tengu daisanbu                                                           |                                                           |                          |
| 1955 | Muttsuri Umon torimonocho                                                            |                                                           |                          |
| 1955 | Geisha Konatsu: Hitori neru yo no Konatsu                                            | Sakuma                                                    |                          |
| 1955 | Sugata naki mokugekisha                                                              | Inspector Kasai                                           |                          |
| 1955 | Asagiri                                                                              |                                                           |                          |
| 1955 | Ikimono no kiroku (I Live in Fear [Ing])                                             | Dr. Harada                                                |                          |
| 1956 | Samurai III: Duel at Ganryu Island                                                   | Sado Nagaoka, oficial de corte                            |                          |
| 1956 | Shin, Heike monogatari: Yoshinaka o meguru sannin no onna                            | Sanemori Saito                                            |                          |
| 1956 | Wakai ki                                                                             | Padre de Hanako                                           |                          |
| 1956 | Kyatsu o nigasuna                                                                    | Nagasawa                                                  |                          |
| 1956 | The Underworld                                                                       | Tsunejiro Furuya                                          |                          |
| 1956 | Kaijū Ō Gojira (Godzilla, King of the Monsters [Ing])                                | Dr. Yamane                                                |                          |
| 1956 | Narazu-mono                                                                          | Juzo                                                      |                          |
| 1956 | Tōkyō hanzai chizu                                                                   |                                                           |                          |
| 1957 | Bōkyaku no hanabira                                                                  |                                                           |                          |
| 1957 | Kumonosu-jō (Trono de sangre [Esp])                                                  | Noriyasu Odagura                                          |                          |
| 1957 | Yama to kawa no aru machi                                                            |                                                           |                          |
| 1957 | Kono futari ni sachi are                                                             |                                                           |                          |
| 1957 | Sanjūrokunin no jōkyaku                                                              | Detective Yamagami                                        |                          |
| 1957 | Arakure                                                                              |                                                           |                          |
| 1957 | Bōkyaku no hanabira: Kanketsuhen                                                     |                                                           |                          |
| 1957 | Kiken na eiyu                                                                        |                                                           |                          |
| 1957 | Yuunagi                                                                              | Yasunori Igawa                                            |                          |
| 1957 | Aoi sanmyaku Shinko no maki                                                          |                                                           |                          |
| 1957 | Zoku Aoi sanmyaku Shinko no maki                                                     |                                                           |                          |
| 1957 | Dotanba                                                                              |                                                           |                          |
| 1957 | The Mysterians                                                                       | Dr. Tanjiro Adachi                                        |                          |
| 1958 | Ohtori-jo no hanayome                                                                |                                                           |                          |
| 1958 | Edokko matsuri                                                                       | Hōkinokami Aoyama                                         |                          |
| 1958 | The Loyal 47 Ronin (Chūshingura)                                                     | Jūbei Ōtake                                               |                          |
| 1958 | Seven from Edo                                                                       | Sagamiya                                                  |                          |
| 1958 | Haha                                                                                 | Ijūin                                                     |                          |
| 1958 | Uguisu-jō no hanayome                                                                |                                                           |                          |
| 1958 | Ten to sen                                                                           | Kasai                                                     |                          |
| 1958 | Jinsei gekijō                                                                        | Seishun hen                                               |                          |
| 1958 | Kakushi toride no san akunin (The Hidden Fortress [Ing])                             | El viejo general Izumi Nagakura                           |                          |
| 1958 | Nichiren to Mōko Daishūrai                                                           | Yasaburō                                                  |                          |
| 1958 | Ken wa shitte ita                                                                    |                                                           |                          |
| 1959 | Sora kakeru hanayome                                                                 | Shichibei                                                 |                          |
| 1959 | Tetsuwan tōshu Inao monogatari                                                       | Kyūsaku Inao                                              |                          |
| 1959 | Kotan no kuchibue                                                                    |                                                           |                          |
| 1959 | Taiyō ni somuku mono                                                                 | Detective Ichikawa                                        |                          |
| 1959 | Sengoku gunto-den                                                                    | Saemon Toki                                               |                          |
| 1959 | Kagero ezu                                                                           | Ryoan                                                     |                          |
| 1959 | Nippon Tanjō (The Three Treasures [Ing])                                             | Elder Kumaso                                              |                          |
| 1959 | Beran me-e geisha                                                                    |                                                           |                          |
| 1959 | Shobushi to sono musume                                                              |                                                           |                          |
| 1959 | Kēdamonō no torū michi                                                               |                                                           |                          |
| 1960 | Karakkaze Yarō (Afraid to Die [Ing])                                                 | Gohei Hirayama                                            |                          |
| 1960 | Hawai Middouei daikaikusen: Taiheiyo no arashi (Storm Over the Pacific [Ing])        | Tosaku                                                    |                          |
| 1960 | Yoru no nagare                                                                       | Koishiro Sonoda                                           |                          |
| 1960 | Man Against Man                                                                      | Chotaro Masue                                             |                          |
| 1960 | Warui yatsu hodo yoku nemuru (The Bad Sleep Well [Ing])                              | Oficial administrativo Moriyama                           |                          |
| 1960 | Gambare! Bangaku                                                                     |                                                           |                          |
| 1960 | Sarariiman Chūshingura                                                               | Honzo Kadokawa                                            |                          |
| 1960 | Sen-hime goten                                                                       | Sadonokami Honda                                          |                          |
| 1961 | Ōsaka-jō Monogatari (The Story of Osaka Castle [Ing])                                | Katagiri                                                  |                          |
| 1961 | Harekosode                                                                           |                                                           |                          |
| 1961 | Zoku sarariiman Chūshingura                                                          | Honzo Kadokawa                                            |                          |
| 1961 | Yōjinbō                                                                              | Tokuemon, productor de Sake                               |                          |
| 1961 | Fundoshi isha                                                                        | Matsuoemon                                                |                          |
| 1961 | Kutsukake Tokijirō                                                                   | Hacchōnawate Tokubei                                      |                          |
| 1961 | Ai to honoho to                                                                      | Yoshii                                                    |                          |
| 1961 | Mosura (Mothra [Ing])                                                                | Editor nuevo                                              |                          |
| 1961 | Kuroi gashū dainibu: Kanryū                                                          |                                                           |                          |
| 1961 | Futari no musuko                                                                     |                                                           |                          |
| 1961 | Restoration Fire                                                                     | Yahei                                                     |                          |
| 1962 | Sanjuro                                                                              | Kurofuji                                                  |                          |
| 1962 | Zoku sarariiman shimizu minato                                                       |                                                           |                          |
| 1962 | Long Way to Okinawa                                                                  |                                                           |                          |
| 1962 | Yōsei Gorasu (Gorath [Ing])                                                          | Kensuke Sonoda                                            |                          |
| 1962 | Kurenai no sora                                                                      |                                                           |                          |
| 1962 | Kujira gami                                                                          |                                                           |                          |
| 1962 | Chushingura: Hana no Maki, Yuki no Maki                                              | Hyōbu Chisaka                                             |                          |
| 1963 | Taiheiyō no Tsubasa (Attack Squadron! [Ing])                                         | Almirante                                                 |                          |
| 1963 | Tengoku to Jigoku (High and Low [Ing], El Infierno del Odio [Esp])                   | Jefe de investigación de sección                          |                          |
| 1963 | Boryokudan                                                                           |                                                           |                          |
| 1963 | The Lost World of Sinbad                                                             | Rey Raksha                                                |                          |
| 1963 | Tsukiyo no wataridori                                                                | Nagisa yo yuki jo                                         |                          |
| 1964 | Jinsei gekijo: shin hisha kaku                                                       |                                                           |                          |
| 1964 | Chi to daiyamondo                                                                    |                                                           |                          |
| 1964 | Brand of Evil                                                                        | Tsukamoto, administrador                                  |                          |
| 1964 | Tensai sagishi monogatari: Tanuki no hanamichi                                       | Komai                                                     |                          |
| 1964 | Ghidorah, the Three-Headed Monster                                                   | Dr. Tsukamoto                                             |                          |
| 1964 | Kwaidan                                                                              | Sacerdote líder (Segmento: "Miminashi Hōichi no hanashi") |                          |
| 1964 | San Daikaijū: Chikyū Saidai no Kessen                                                |                                                           |                          |
| 1965 | Matatabi san ning yakuza                                                             | Kakegawa Bunzo                                            |                          |
| 1965 | Jigoku no hatobā                                                                     |                                                           |                          |
| 1965 | Barā kētsu shobū                                                                     |                                                           |                          |
| 1965 | Samurai (Samurai Assassin [Ing])                                                     | Narihisa Ichijō                                           |                          |
| 1965 | Akahige (Red Beard [Ing])                                                            | Tokubei Izumiya                                           |                          |
| 1965 | Sanshiro Sugata                                                                      | Mishima                                                   |                          |
| 1965 | Taiheiyō kiseki no sakusen: Kisuka                                                   | Presidente del comando militar                            |                          |
| 1965 | Furankenshutain tai Chitei Kaijū Baragon (Frankenstein vs. Baragon [Ing])            | Ciéntifico del eje                                        |                          |
| 1965 | Buraikan jingi                                                                       | Genkichi Jinnai                                           |                          |
| 1965 | Kono koe naki sakebi                                                                 |                                                           |                          |
| 1965 | Sarutobi Sasuke                                                                      | Hakuunsai Tozawa                                          |                          |
| 1966 | Bangkok no yoru                                                                      | Dr. Yoshino                                               |                          |
| 1966 | Kaerazeru hatoba                                                                     | Detective Egusa                                           |                          |
| 1966 | Zesshō                                                                               | Sōbei Sonoda                                              |                          |
| 1966 | Showa saidai no kaoyaku                                                              |                                                           |                          |
| 1966 | Noren ichidai: jōkyō                                                                 |                                                           |                          |
| 1967 | Ārappoi no ha gōmen dazē                                                             |                                                           |                          |
| 1967 | Satogashi ga kowareru toki                                                           | Kudo                                                      |                          |
| 1967 | Japan's Longest Day                                                                  | Director del buró de información Hiroshi Shimomura        |                          |
| 1967 | Gyangu no teiō                                                                       |                                                           |                          |
| 1967 | Naniwa kyokaku: dokyo shichinin giri                                                 |                                                           |                          |
| 1967 | Kyokotsu ichidai                                                                     |                                                           |                          |
| 1968 | Kurobe no Taiyō (The Sands of Kurobe [Ing])                                          | Ashimura                                                  |                          |
| 1968 | Botan Dōrō                                                                           | Adivinador                                                |                          |
| 1968 | Zatoichi and the Fugitives                                                           | Dr. Junan                                                 |                          |
| 1968 | Gion matsuri                                                                         | Tsuneemon                                                 |                          |
| 1968 | Shin Abashiri Bangaichi                                                              | Tetsutarō Fujigami                                        |                          |
| 1968 | Sangyo supai                                                                         |                                                           |                          |
| 1968 | Onna tobakushi amadera kaichō                                                        |                                                           |                          |
| 1968 | Gendai yakuza: yotamono no okite                                                     |                                                           |                          |
| 1968 | Ah kaiten tokubetsu kogetikai                                                        |                                                           |                          |
| 1969 | Fūrin Kazan (Samurai Banners [Ing])                                                  |                                                           |                          |
| 1969 | Shōwa zankyō-den: Karajishi jingi                                                    |                                                           |                          |
| 1969 | Otoko wa tsurai yo (It's Tough Being a Man [Ing])                                    | Hyōichirō Suwa                                            |                          |
| 1969 | Shin Abashiri Bangaichi: Saihate no Nagare-mono                                      |                                                           |                          |
| 1969 | Shin Abashiri Bangaichi: Runin-masaki no ketto                                       |                                                           |                          |
| 1969 | Nihon boryoku-dan: kumicho to shikaku                                                |                                                           |                          |
| 1970 | The Militarists                                                                      | Editor                                                    | No acreditado            |
| 1971 | Yomigaeru daichi                                                                     | Gondo                                                     |                          |
| 1971 | Gorotsuki mushuku                                                                    |                                                           |                          |
| 1971 | Tora-san's Love call                                                                 | Hyouichiro Suwa, padre de Hiroshi                         |                          |
| 1971 | Otoko wa tsurai yo: Torajiro renka                                                   |                                                           |                          |
| 1971 | Gokuaku bozu - Nomu utsu kau                                                         |                                                           |                          |
| 1972 | Gokudo makari touru                                                                  |                                                           |                          |
| 1973 | Zatoichi's Conspiracy                                                                | Sakubei                                                   |                          |
| 1974 | Karei-naru Ichizoku                                                                  | Yasuda, padre de Makiko                                   |                          |
| 1974 | Ranru no hata                                                                        | Shihei Furukawa                                           |                          |
| 1974 | Nosutoradamusu no daiyogen (Prophecies of Nostradamus [Ing])                         | Pediatra                                                  |                          |
| 1974 | Karajishi keisatsu                                                                   |                                                           |                          |
| 1975 | Shinkansen Daibakuha (The Bullet Train [Ing])                                        | Presidente de JNR                                         |                          |
| 1976 | Zoku ningen kakumei                                                                  |                                                           |                          |
| 1977 | Godzilla                                                                             | Dr. Yamane                                                |                          |
| 1978 | Ogin-sama                                                                            | Sen Rikyu                                                 |                          |
| 1978 | Otoko wa tsurai yo: Uwasa no Torajirō                                                | Padre de Hiroshi                                          |                          |
| 1980 | Dōran                                                                                | Kosuke Miyagi                                             |                          |
| 1980 | Tempyō no Iraka                                                                      |                                                           |                          |
| 1980 | Kagemusha                                                                            | Gyobu Taguchi                                             |                          |
| 1981 | Story of the Japan Philharmonic: Movement of Flame                                   |                                                           | Último papel de película |

### Televisión
| Año  | Título            | Personaje        | Notas               |
| ---- | ----------------- | ---------------- | ------------------- |
| 1964 | Akō Rōshi         |                  | Serie de televisión |
| 1971 | Haru no Sakamichi | Aoyama Tadatoshi |                     |
| 1976 | Akai Unmei        |                  |                     |
| 1978 | Ōgon no Hibi      |                  |                     |

## Honores
| Año  | Honor                                                       |
| ---- | ----------------------------------------------------------- |
| 1974 | Medalla con listón púrpura                                  |
| 1980 | Orden del Sol Naciente, Clase 4.ª, Rayos dorados con roseta |